# 2020년 둥간-카자흐 민족 충돌
2020년 둥간-카자흐 민족 충돌 또는 코르다이 분쟁은 카자흐스탄 코르다이 구의 마산치 마을에서 카자흐인과 둥간족 (중국인 기원의 이슬람 집단) 사이에 발생한 민족 분쟁이다. 이 분쟁으로 인해 11명이 사망하고 185명이 부상을 입었으며(이 중 34명은 입원) 47명이 체포되었다. 이는 약 17억 텡게 (444만 미국 달러)의 피해를 일으켰고 약 20,000명의 사람들이 인근 키르기스스탄으로 이주했다.
카자흐스탄 대통령 카심조마르트 토카예프는 분쟁에 대해 성명을 발표하고 희생자 가족에게 조의를 표하며 상황이 현재 군사 경찰과 카자흐스탄 국가방위군에 의해 통제되고 있다고 밝혔다.

## 배경
소르토베와 마산치는 카자흐스탄의 둥간족 문화 중심지로 여겨진다. 마산치 문화회관에는 둥간족의 역사를 담은 박물관이 있다. 매년 그곳과 소르토베 마을에서는 “둥간 민족의 날” 행사가 개최된다. 카자흐스탄 둥간 협회(ADK)의 지원으로 2001년 마을에 백언호를 기리는 기념비가 세워졌다.

## 연표

### 2월 5일
이 분쟁은 소르토베 마을에서 둥간족 노인 에르스마네 윤후와 그의 아들 마라트 윤후가 악사칼 톨레겐 쿠다슈파예프와 그의 두 아들과 싸운 사건으로 시작되었다. 80세의 톨레겐은 구타당했고 쿠다슈파예프 가족 세 명은 병원으로 향하던 중 마당에서 고속도로로 진입하는 둥간족 운전자에 의해 길이 막혔다. 이로 인해 몸싸움이 벌어졌고, 그 결과 쿠다슈파예프 가족 중 두 명이 입원했다. 톨레겐은 나중에 엉덩이 관절 수술을 위해 헬기 구급차로 알마티로 이송되었다.

### 2월 7일
약 14시 15분 경 소르토베의 마산치 마을 근처에서 한 승용차가 번호판 규정 미준수로 인해 순찰대에 의해 정지되었다. 서류를 확인하는 과정에서 다른 행정 위반도 발견되었다. 이 과정에서 운전자는 도주하려 했지만, 자택 마당에서 따라잡혔고 그곳에서 경찰관들이 완전히 공격당했다. 비공식 자료에 따르면, 분쟁의 원인은 여러 마을 주민들 사이의 가정 분쟁이었다. 2월 9일, 폭동의 원인이 2월 5일 도로에서 두 운전자 간의 분쟁으로 촬영된 동영상 자료가 소셜 네트워크와 메신저를 통해 배포된 것이라는 정보가 나왔다. 잠빌 주 경찰국은 소르토베와 마산치 두 마을에서 민족 간 분쟁이 발생했다는 메시지가 소셜 미디어에 퍼지기 시작하자 이를 반박하는 보도 자료를 배포했다. 비공식 자료에 따르면, 대중의 분노는 이후 불란 바티르와 아우카티 마을로 확산되었다.
같은 날 저녁 마산치에서 70명 사이의 대규모 난투극이 벌어졌고, 결국 선동자와 사건 목격자들이 현장을 촬영하고 SMS 메시지와 소셜 미디어를 통해 다른 사람들의 참여를 독려하면서 300명으로 늘어났다. 내무부 추가 병력이 코르다이로 파견되었다. 2월 8일 이른 아침, 국가방위군 병력이 알마티에서 투입되었다.

### 2월 8일
카자흐스탄 카심조마르트 토카예프 대통령은 2020년 2월 8일 대국민 담화를 통해 선동자들이 상황을 이용했다고 밝혔다. 정보사회발전부 장관 다우렌 아바예프는 이 사건에 대해 가정 문제로 인한 갈등이었다고 언급했다. 볼라트 뎀바예프 부총장은 두 마을의 상황에 대해 성명을 발표하며 대중에게 침착함을 유지하고 선동에 넘어가지 말 것을 촉구했다. 이날 8명의 사망자가 보고되었다.
알마티 북부 순환 도로 지역에 위치한 "이알리안", "바이삿", "알라타우" 시장(둥간족이 일하던 곳)은 그날 폐쇄되었다. 아바예프 장관은 이는 도시 내에서 발생할 수 있는 폭동을 막기 위함이라고 말했다.

## 사상자 및 피해
2월 9일, 알렉세이 칼라이치디 내무부 차관은 코르다이 폭동으로 인한 사망자가 10명으로 늘었다고 보고했다. 분쟁의 결과로 당국은 11명이 사망하고 경찰관 19명을 포함해 192명이 부상당했으며, 168채의 가옥이 파손되거나 불탔고 122대의 차량이 손상되었다고 발표했다.
거의 8,000명의 둥간족이 일시적으로 집을 떠났다. 카자흐스탄 국경 서비스에 따르면, 2월 7일부터 9일 사이에 24,000명이 국경을 넘었으며, 이 수치에는 다음 날 돌아왔다가 분쟁 재발의 두려움으로 다시 떠난 사람들이 포함된다.
2월 11일, 관리들은 분쟁으로 인한 피해액의 예비 추정치를 제시했는데, 이는 17억 텡게, 또는 약 450만 달러에 달했다. 코르다이 폭동 혐의로 25명이 체포되었다.
카자흐스탄의 둥간족 디아스포라는 키르기스스탄의 둥간족 디아스포라에게 마산치 주민들을 돕기 위해 요청했으며, 이들은 약탈 이후 키르기스 국경으로 넘어갔다. 주로 여성과 아이들이 국경을 넘었다. 키르기스 보건부 언론 서비스는 카자흐스탄과 국경을 접하고 있는 도시인 토크마크에서 폭동 중 부상을 입은 카자흐스탄 시민 17명과 키르기스스탄 시민 1명이 의료 지원을 요청했으며, 이들 중 10명(모두 카자흐스탄 시민)이 입원했다(토크마크 시립 병원 외상과에 8명, 비슈케크 국립 병원 안과 미세수술과에 2명).

## 대응
카자흐스탄 관리들은 2월 8일 코르다이에서 인근 키르기스스탄으로 대규모 인구 유출이 있었다는 보고를 부인했지만, 다음 날인 2월 9일에는 코르다이 주민 12,000명이 카자흐스탄을 떠났다고 공식적으로 인정했다. 카자흐스탄 국경수비대는 이들에게 가능한 한 빨리 귀국할 것을 촉구했다. 카자흐스탄 정부는 코르다이 주민들이 카자흐스탄으로 돌아올 때 국경 통과 절차를 간소화했다.
2월 9일, 베르디베크 사파르바예프 부총리가 이끄는 정부 위원회는 소르토베, 마산치, 아우카티, 카라케메르 마을 주민들과 만났다. 앞서 2월 8일-9일 밤, 법과 질서 유지를 확인하기 위해 사파르바예프는 소르토베, 마산치, 카라케메르, 카라스에서 우회했다. 같은 날, 카자흐 보건부 차관 카말잔 나디로프가 키르기스스탄을 방문하여 키르기스 보건부 차관 마다민 카라타예프와 함께 추이주와 비슈케크에 입원한 카자흐스탄 시민들을 방문했다. 카자흐스탄 시민 8명은 카자흐스탄 구급차를 이용해 알마티의 병원으로 이송되었다.

## 여파
베르디베크 사파르바예프 부총리는 2월 10일 인근 키르기스스탄으로 도피한 카자흐스탄 시민의 실제 수가 24,000명이며, 이는 코르다이 구 둥간족 전체 인구의 절반에 해당한다고 밝혔다. 생명의 위협을 느끼고 거주지를 떠난 일부 사람들은 카라수와 소르토베 전초 기지의 카자흐 국경수비대의 보호를 받았으며, 이들은 막사와 체육관에 여성, 어린이, 노인 600명을 수용했다. 같은 날, 대규모 사임이 발생했다: 잠빌 주 아킴 아스카르 미르자흐메토프와 그의 부관, 코르다이 구 아킴, 잠빌 주 및 코르다이 구 경찰청장이 해임되었다. 미르자흐메토프의 자리는 사파르바예프가 맡았다. 사파르바예프를 새로운 지역 아킴으로 소개하기 위해 잠빌 주에 도착한 카자흐스탄 아스카르 마민 총리는 그에게 민족 간 화합을 강화하는 임무를 부여했다.

## 같이 보기
- 카자흐스탄의 민족 분쟁
- 신장 위구르 자치구의 카자흐족 탈출